# Bruine tandkever
De bruine tandkever (Uleiota planata) is een kever uit de familie spitshalskevers (Silvanidae). De wetenschappelijke naam van de soort werd als Cerambyx planatus in 1761 gepubliceerd door Carl Linnaeus. De naam 'planatus' is afgeleid van het Latijnse bijvoeglijk naamwoord 'planus' (dun, plat) en verwijst naar de platte vorm van de kever. De in Europa wijdverspreide kever leeft onder afbladderende schors van verschillende loof- en naaldbomen.

## Kenmerken
De bruine tandkever heeft een plat, langwerpig, zwartbruin tot donkergrijs lichaam met een ruw oppervlak. De uitstekende delen en de randen van de dekschilden (elytra) zijn lichtbruin. Jonge exemplaren kunnen helder okergeel zijn. De lengte varieert tussen de 4,5 en 5,5 millimeter.
De monddelen van de kever wijzen naar voren. Het mannetje heeft op de bovenkaak (labrum) twee sikkelvormige hoorns die naar boven en voren zijn gebogen. De draadachtige, behaarde antennes bestaan uit elf segmenten en zijn ongeveer net zo lang als het lichaam. Het eerste segment is relatief lang en dik ten opzichte van de rest.
Het rugschild (pronotum) is breder dan lang. Aan de voorzijde is het breder dan de kop en wordt van daaruit naar achteren geleidelijk smaller. Aan de zijkant zitten kleine tandjes. De dekschilden zijn bedekt met borstelharen en hebben in de lengte ondiepe groeven.
De lichtgele poten (tarsi) bestaan uit vijf segmenten, maar het vierde segment is klein en moeilijk zichtbaar. Het laatste segment, het klauwtje, is ongeveer net zo lang als de overige vier segmenten bij elkaar.

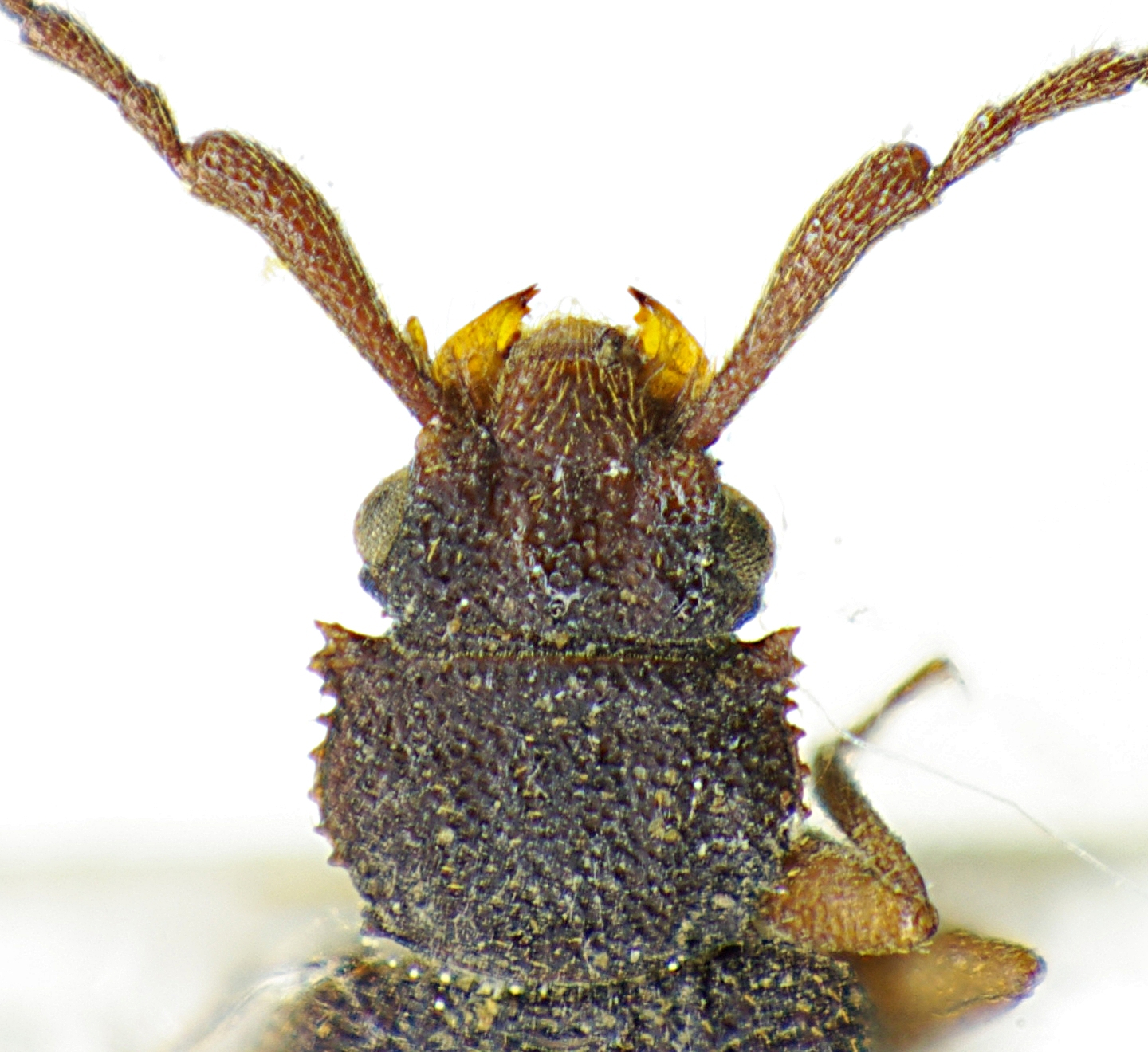
Kop en halsschild van een vrouwtje
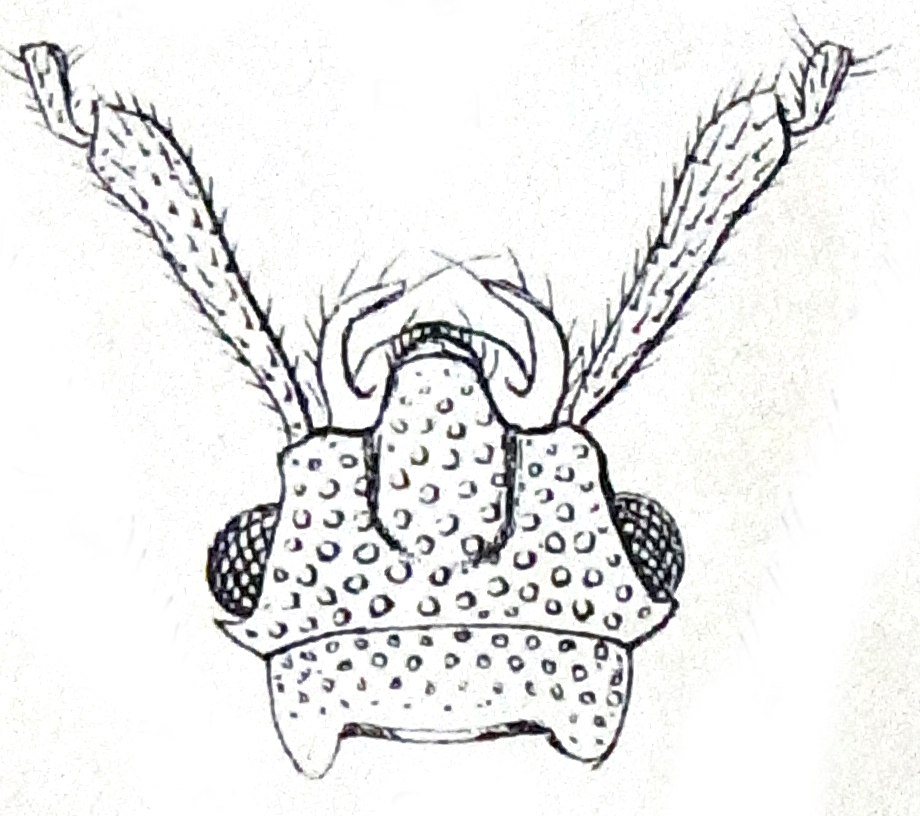
Kop van een mannetje
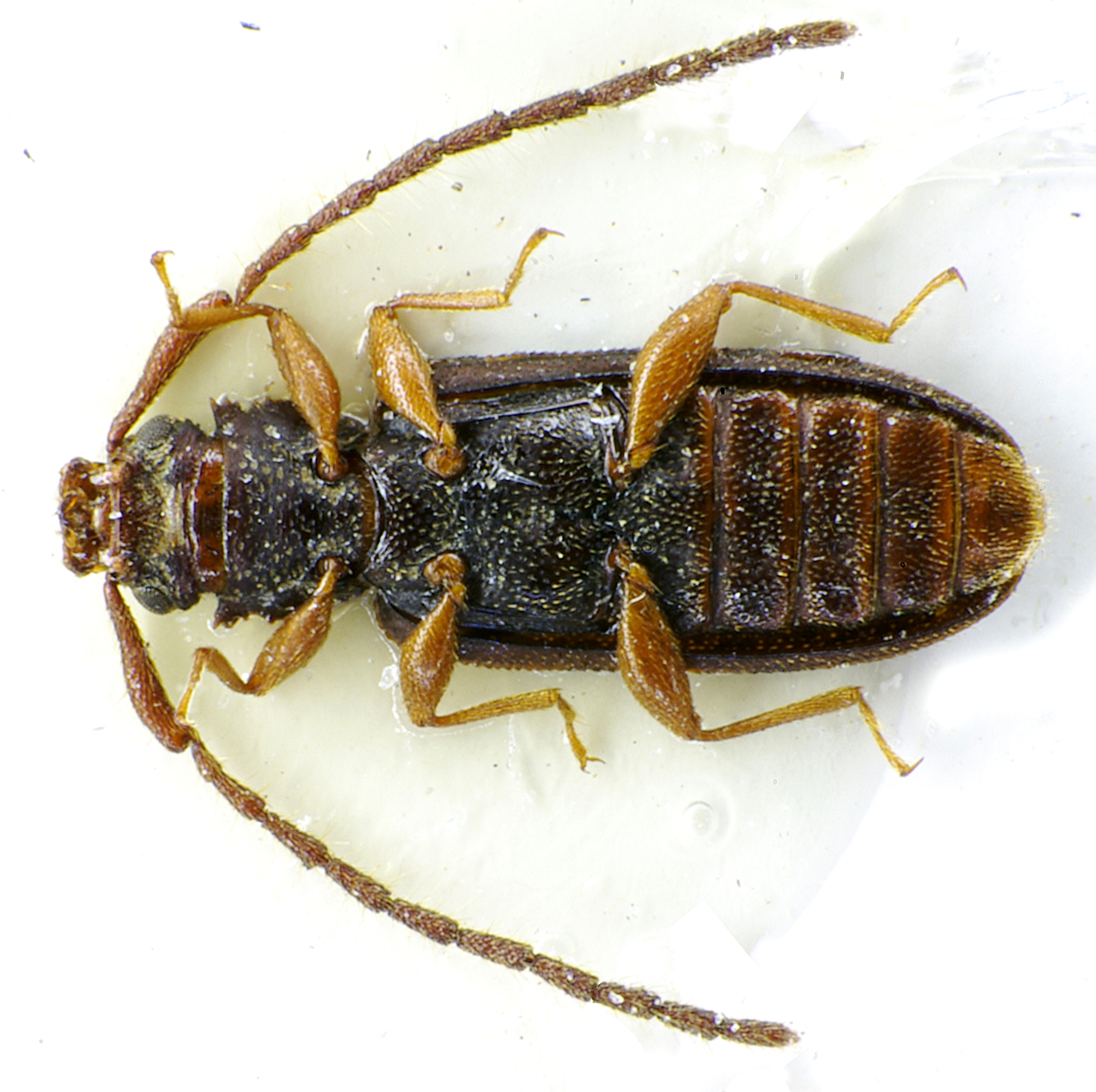
Onderzijde

## Verspreiding
De bruine tandkever is een veelvoorkomende soort in Europa, met uitzondering van Sicilië en Kreta. Hij is ook inheems in de Kaukasus en Iran. Door zijn levensstijl kan de kever makkelijk worden geïntroduceerd in andere landen.

## Levenswijze

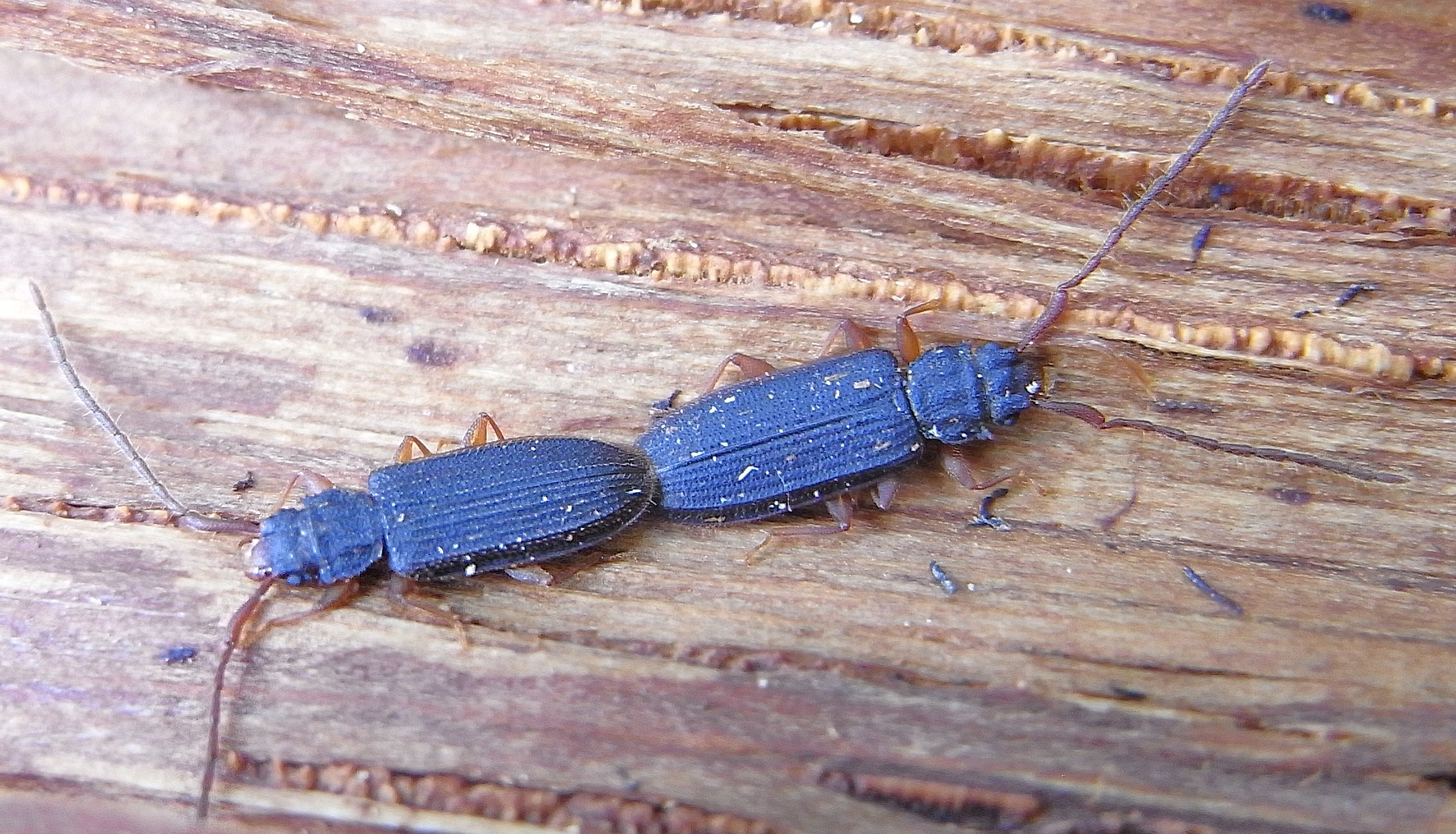
Paring; de linker kever is het mannetje

Zowel de larven als de volwassen kevers leven onder afbladderend schors van loofbomen en sommige naaldbomen, met name dennen. De kevers leven vaak in groepen en zijn soms ook op het schors te vinden. Bij verstoring bewegen ze zich zeer snel en veranderen vaak van richting. Hierdoor zijn de kevers lastig te vangen.
De larven voeden zich met plantensappen en uitwerpselen van andere insecten die onder de schors leven. Ze zijn over het algemeen beter bestand tegen hoge temperaturen dan sympatrische soorten in hun omgeving. De volwassen kevers jagen onder de schors op andere insecten en voeden zich met schimmels.